# Сан-Франциско (вулканическое поле)
Вулканическое поле Сан-Франциско — вулканическое поле и скопление шлаковых конусов площадью около 4,700 км² на северной оконечности плато Колорадо в штате Аризона, США.

## Описание
Это типичное вулканическое поле: лавовые поля, над которыми высятся шлаковые конусы. Большинство конусов разрушены, сохранились лучше всего одни из самых молодых:
- Сансет[англ.] — самый молодой из всех образований на поле. Появился в промежутке между весной 1064 и весной 1065 года н. э.
- S P[англ.] — шлаковый конус, из которого на 6 км тянется лавовый поток.
- Дабл[англ.] — потухший вулкан, последняя активность была зафиксирована в плейстоцене. На вид — два кратера с одним основанием. Находится недалеко от кратера Сансет.